# Oriens et Occidens
Oriens et Occidens ist eine Schriftenreihe zur Alten Geschichte, die Publikationen zu Verbindungen zwischen Morgenland (Oriens) und Abendland (Occidens) in der antiken Kultur enthält. Sie erscheint im Franz Steiner Verlag (Stuttgart) und wurde im Jahr 2000 begründet. Die Reihe wird von einem internationalen Herausgebergremium betreut, dem Josef Wiesehöfer, Amélie Kuhrt (†), Fergus Millar (†), Geoffrey B. Greatrex, Pierre Briant und Robert Rollinger angehören bzw. angehörten.
Im Durchschnitt erscheinen pro Jahr ein bis zwei Titel in der Schriftenreihe; die mittlerweile über 40 Bände behandeln Themen vom Alten Orient über die Spätantike bis hin zur neuzeitlichen Rezeption der antiken Kontakte zwischen Orient und Mittelmeerraum. Letztlich beschäftigen sich die meisten der Bände mit den Kulturbegegnungen zwischen Orient und Okzident, daher auch der Reihenname. Neben Monographien nimmt die Reihe auch Sammelbände auf. Oftmals sind die veröffentlichten Schriften Hochschulschriften. Bekannte Autoren der Reihe sind beispielsweise Monika Schuol, Udo Hartmann, Henning Börm, Andreas Luther, Josef Wiesehöfer, Mischa Meier, Robert Rollinger, Uwe Walter, Michael Sommer und Engelbert Winter. Publikationssprache ist im Allgemeinen Deutsch, vor allem im Rahmen der Schriftensammlungen auch Englisch, Französisch und Italienisch.